# Рума (национален парк)
Национален парк Рума се намира в Западна Кения, провинция Нянза, на 10 km от източния бряг на езерото Виктория. Заема територия от 120 km2, разположени на надморска височина от 1200 до 1600 m.  Паркът е разположен в долината Ламбве в подножието на щитовидния вулкан Хома. От север и изток е обграден от стръмни склонове и хълмовете Gwassi и Sumba. Включва в състава си защитената гора на хълмовете Ламбве в югоизточната си част.
Паркът е създаден през 1966 г. със статут ловен резерват и носи името на долината Ламбве. През 1983 г. статутът му е променен на национален парк. По настояване на местното население му е дадено названието „Рума“. Наречен е така в чест на един от най-могъщите митични магьосници на Кения, страшния Гор Махия, за който се считало, че обитава тази местност.
Паркът има два входа – главния Kamato Gate, който се намира на 45 km от градчето Хома бей и допълнителния Nyatoto Gate. Достъпен е през цялата година, независимо от сезона.

## Климат
Климатът е горещ и влажен с дълъг дъждовен сезон през април, май и юни и по-къс, с по-краткотрайни дъждове през октомври, ноември и декември. Средната годишна сума на валежите е в границите от 1200 до 1600 mm. Най-горещият период е от декември до март, а най-ниски са температурите през юни и юли.

## Флора и фауна
Паркът има класическия вид на кенийската земя – обширни савани, изпъстрени с единични акации и дървета от вида Balanites aegyptiaca, крайречни гори и храсталаци.

### Бозайници
Основната причина за създаването на националния парк е стремежът за опазване на рядката конска антилопа, която не може да се срещне никъде другаде в Кения. Тук живее на стада от около 20 екземпляра с характерна социална структура. Лидер на стадото е най-силният женски индивид и във всяко стадо има само по един възрастен бик. Младите мъжки антилопи се изгонват от него на около 3-годишна възраст, а женските телета остават в общността. Когато стадото нарасне, то се разделя на две нови. Изгонените мъжки живеят самостоятелно в отделни стада. През 2006 г. в парка са наброени само 33 екземпляра, а през 2010 г. броят им е нараснал на 70.
В парка се срещат още обикновена редунка от подсемейство Водни козли, ориби, антилопа топи, жирафи, импали, биволи, зебри. Интересен обитател е дебелоопашатото галаго – дребно африканско нощно животно, подобно на маймуна. Често се срещат котешка генета, леопарди, сервали, петнисти хиени, два вида мангусти – белоопашата и египетска мангуста, гривесто бодливо свинче. Маймуните са представени от обикновеното шимпанзе и зеления бабуин. Има планове за внасяне на няколко двойки бели хипопотами. При популацията на някои от дивите животни се забелязва намаляване на броя – при орибито, обикновения бубал и водния бик.

### Птици
Паркът Рума се обитава от над 400 вида птици. Той е единственото място в Кения, където може да се срещне мигриращата, много рядка и защитена синя лястовица. Тя пристига от естествения си ареал в Южна Танзания през април и се връща обратно през септември. Зависи от наличието на влажни ливади за хранене и нощуване. Eдногърбата потапница (Cisticola eximius), която се счита за отдавна изчезнала в Кения, е преоткрита в парка. Често могат да се наблюдават щрауси, турако, орел рибар, земеродно рибарче.

### Влечуги
Влечугите в парка са представени от бързо сменящите окраската си агами, тропически змии от рода Африкански отровници и африканска плюеща кобра. Могат да се срещнат и гекони, единствените гущери, които издават звуци когато общуват.

### Насекоми
Благодарение на усилията на KWS, PATTEC и ветеринарните служби на страната тук вече липсва мухата цеце.

## Проблеми
Най-наболелият проблем в парка е засиленото бракониерство в чертите му. Това е причината някои от основите видове животни драстично да намаляват броя си. Съществува и опасността от изкуствено предизвиканите пожари, които помагат на бракониерите да ловят със заложени примки бягащите животни.